# David Bles
David Bles, né à La Haye, 16 décembre 1821 et mort dans la même ville le 3 septembre 1899, est un peintre, aquarelliste, dessinateur et lithographe néerlandais.

## Biographie
Issu d'une famille de marchand juif, il est envoyé à l'Académie d'art de La Haye à l'âge de treize ans. Il y enseigne de 1834 à 1840 et y suit les cours de Cornelis Kruseman.
En 1841, il part pour Paris où il est élève de Joseph-Nicolas Robert-Fleury puis s'installe en Belgique (1843) et devient membre de l'Académie royale à Amsterdam (1845). Il épouse sa femme Esther en 1853 à Manchester.
En 1855, il remporte une médaille à l'Exposition universelle de Paris. Il participe au Salon de 1857 où il reçoit une médaille de troisième classe, est exposé lors de l'exposition de La Haye en 1869 et à l'exposition universelle de 1877 et se fait remarquer par ses portraits humoristiques et ses scènes satiriques.
Une grande partie de ses œuvres sont conservées au musée Teyler à Haarlem.

## Œuvres
- Lierspeler uit Savoye, 1843
- Potter schetsend makend, 1843
- Savoois lierenmeisje, 1843
- Een Hongaarse muizenvalverkoper, 1843
- Rubens en de jeugdige teniers, 1843
- Paulus Potter op zijn namiddagwandeling in studie, 1843
- De Muziekliefhebbers, 1844

## Distinctions
- Membre honoraire de l'Académie impériale de Saint-Pétersbourg (1857)
- Chevalier de l'ordre de Léopold (14 décembre 1860)[1]
- Chevalier de l'ordre de la Couronne de chêne (1863)
- Chevalier de l'ordre du Lion néerlandais (1873)
- Chevalier de l'ordre de François-Joseph (1873)
- Chevalier de la Légion d'honneur (1878)

## Galerie

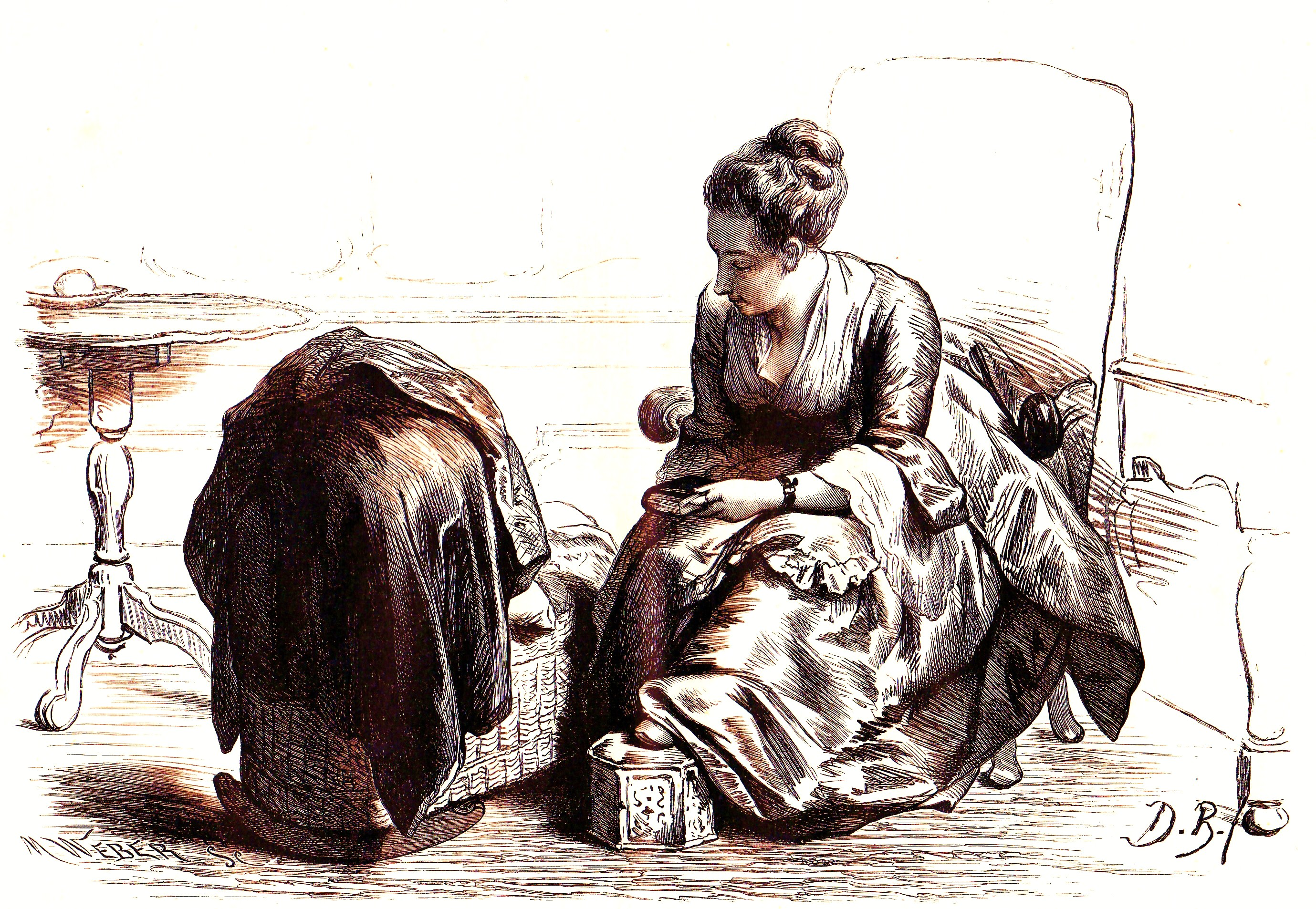
De jonge moeder (La Jeune Mère)
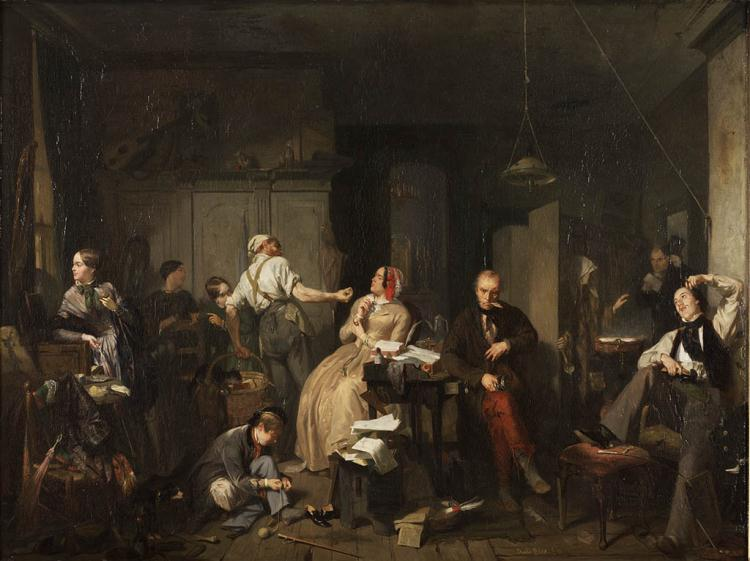
Armoede en Weelde (Pauvreté et richesse) (1848), musée Teylers
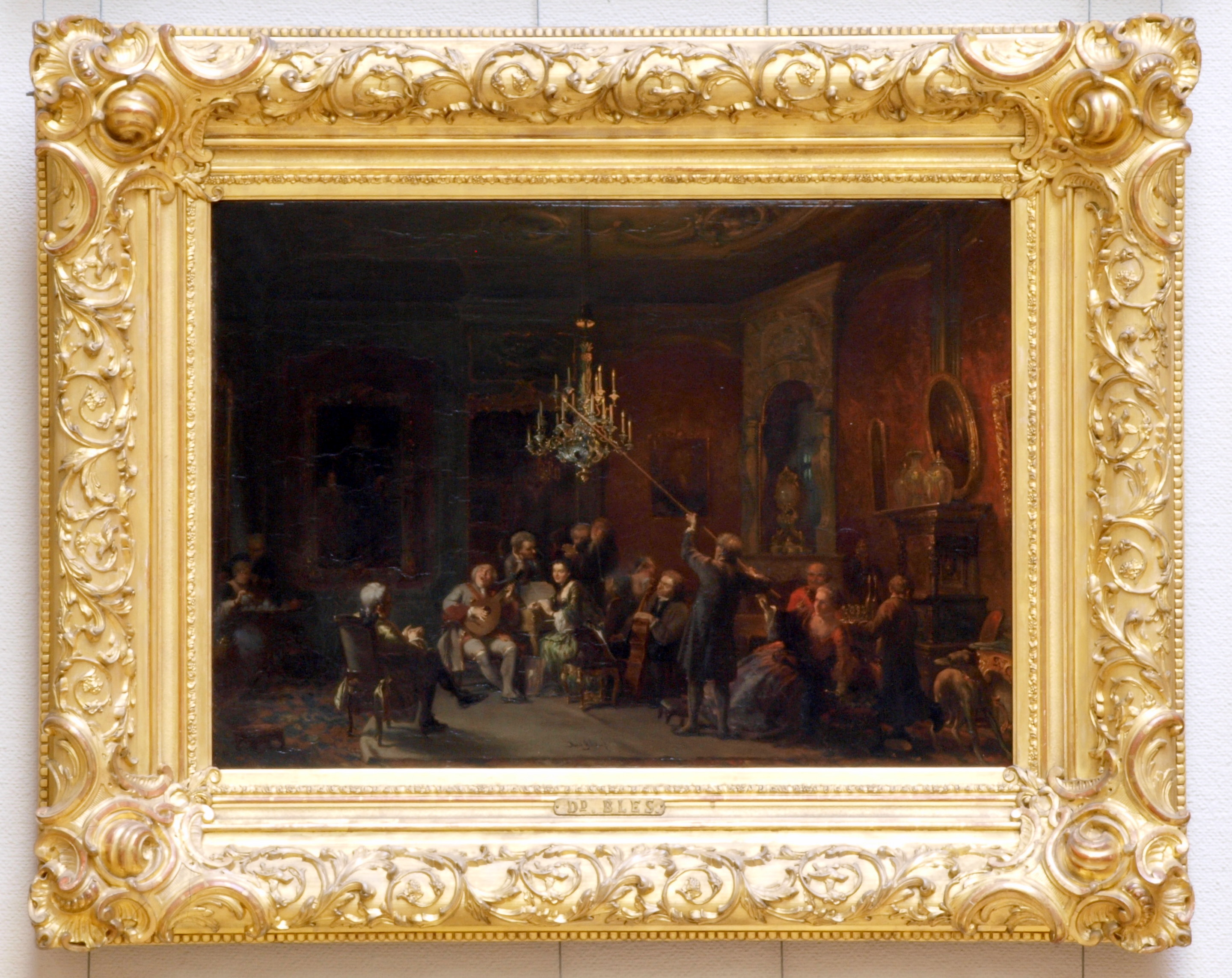
Een muziekpartij (Une partie de musique), musée Teylers